# Yorick Le Saux
Yorick Le Saux (Neuilly-sur-Seine, 10 agosto 1968) è un direttore della fotografia francese, noto per le sue frequenti collaborazioni coi registi François Ozon, Olivier Assayas e Luca Guadagnino.

## Biografia
Nato nel 1968 a Neuilly-sur-Seine, si laurea presso La Fémis nel 1994. Ha cominciato curando la fotografia di film come Swimming Pool, Quand j'étais chanteur, Julia, Io sono l'amore e della miniserie Carlos. Nel 2011, il periodico di cinema Variety l'ha inserito nella propria lista dei "10 direttori della fotografia da tenere d'occhio".

## Filmografia

### Cortometraggi
- Thomas reconstitué, regia di François Ozon (1992)
- Action Vérité, regia di François Ozon (1994)
- La Petite mort, regia di François Ozon (1995)
- Une robe d'été, regia di François Ozon (1995)
- L'Homme idéal, regia di François Ozon (1996)
- Un peu de temps réel, regia di Olivier Torres (1998)
- Scènes de lit, regia di François Ozon (1998)
- Chico, notre homme à Lisbonne, regia di Édouard Baer (1999)
- Bonne résistance à la douleur, regia di Pierre-Erwan Guillaume (1999)
- Le Bel hiver, regia di Olivier Torres (2000)
- À ta place, regia di Agathe Teyssier (2003)
- Les Parallèles, regia di Nicolas Saada (2005)
- Mon meilleur ami, regia di Stéphane Granata (2006)
- Un lever de rideau, regia di François Ozon (2006)
- Début, regia di Pascal Rambert (2006)
- Water, regia di Shūichi Yoshida (2007)
- Destinée, regia di Luca Guadagnino – spot Cartier (2012)
- One Plus One, regia di Luca Guadagnino – spot Giorgio Armani (2012)
- Contact, regia di Claire Denis (2014)

### Lungometraggi
- La Croisade d'Anne Buridan, regia di Judith Cahen (1995)
- Regarde la mer, regia di François Ozon (1997)
- Sitcom - La famiglia è simpatica (Sitcom), regia di François Ozon (1998)
- Café de la plage, regia di Benoît Graffin (2001)
- Candidature, regia di Emmanuel Bourdieu (2001)
- Corpi impazienti (Les Corps impatients), regia di Xavier Giannoli (2003)
- Swimming Pool, regia di François Ozon (2003)
- Vert paradis, regia di Emmanuel Bourdieu (2003)
- CinquePerDue - Frammenti di vita amorosa (5x2), regia di François Ozon (2004)
- Une aventure, regia di Xavier Giannoli (2005)
- Les Amitiés maléfiques, regia di Emmanuel Bourdieu (2006)
- Quand j'étais chanteur, regia di Xavier Giannoli (2006)
- Boarding Gate, regia di Olivier Assayas (2007)
- Julia, regia di Érick Zonca (2008)
- La Femme invisible, regia di Agathe Teyssier (2009)
- Io sono l'amore, regia di Luca Guadagnino (2009)
- Potiche - La bella statuina (Potiche), regia di François Ozon (2010)
- La frode (Arbitrage), regia di Nicholas Jarecki (2012)
- Solo gli amanti sopravvivono (Only Lovers Left Alive), regia di Jim Jarmusch (2013)
- Sils Maria (Clouds of Sils Maria), regia di Olivier Assayas (2014)
- A Bigger Splash, regia di Luca Guadagnino (2015)
- Personal Shopper, regia di Olivier Assayas (2016)
- Il gioco delle coppie (Double Vies), regia di Olivier Assayas (2018)
- High Life, regia di Claire Denis (2018)
- Wasp Network, regia di Olivier Assayas (2019)
- Piccole donne (Little Women), regia di Greta Gerwig (2019)
- Quel giorno tu sarai (Evolution), regia di Kornél Mundruczó (2021)
- Tromperie - Inganno (Tromperie), regia di Arnaud Desplechin (2021)
- Blitz, regia di Steve McQueen (2024)

### Televisione
- Eldorado – film TV documentario, regia di Olivier Assayas (2008)
- Carlos – miniserie TV, puntata 1 (2010)
- We Are Who We Are – miniserie TV, puntate 5-6-8 (2020)
- Irma Vep - La vita imita l'arte (Irma Vep) – miniserie TV, 7 puntate (2022)

## Riconoscimenti
- Premi César[5]
  - 2015 - Candidato alla migliore fotografia per Sils Maria
- Satellite Awards[6]
  - 2010 - Candidato alla migliore fotografia per Io sono l'amore